# Sola (anime)
Sola är en japansk manga och anime av Naoki Hisaya som sändes mellan den 7 april och 30 juni 2007.